# Spaniens MotoGP 2008
Spaniens Grand Prix för motorcyklar 2008  kördes på Jerezbanan. Det var den andra deltävlingen av 17 i Roadracing-VM 2008. Dani Pedrosa vann MotoGP-klassen, Mika Kallio 250GP och Simone Corsi 125 GP.

## MotoGP
Dani Pedrosa ledde från start till mål i en suverän uppvisning. Segermarginalen var, trots att han backade av, 3 sekunder. Det mest uppseendeväckande var att Valentino Rossi så när kastade bort sin andraplats, genom att tro att racet var slut ett varv för tidigt. Stallkamraten Jorge Lorenzo, som varit snabbast på kvalificeringen, hann ikapp, men kom aldrig förbi. Rossi erkände misstaget på presskonferensen, och sa att han förstod att det var något fel då teampersonalen tittade så konstigt på honom!
Helgen bjöd på en stor överraskning, nämligen Casey Stoners första riktiga misslyckande sedan ankomsten till Ducati. Australiern kvalade bara in som sjua, men var tack vare en kanonstart i början uppe på en tredje plats. Stoners motorcykel hade dock inte samma fart som de andra i topp-fem, och han blev snart passerad av Valentino Rossi och Nicky Hayden. Under försöket att hänga med de snabbare maskinerna bromsade han för sent, åkte av och kom upp sist. Han körde upp sig till elfteplats, men när han försökte köra om Chris Vermeulen och Shinya Nakano gjorde han samma misstag, åkte av, men behöll ändå elfteplatsen. Trots avåkningarna slog han stallkamraten Marco Melandri.

## Resultat MotoGP
| Plats | Förare           | Märke    | Grid | Kvaltid  |
| ----- | ---------------- | -------- | ---- | -------- |
| 1     | Dani Pedrosa     | Honda    | 2    | 1.38,789 |
| 2     | Valentino Rossi  | Yamaha   | 5    | 1.39,064 |
| 3     | Jorge Lorenzo    | Yamaha   | 1    | 1.38,189 |
| 4     | Nicky Hayden     | Honda    | 4    | 1.39,061 |
| 5     | Loris Capirossi  | Suzuki   | 10   | 1.39,484 |
| 6     | James Toseland   | Yamaha   | 8    | 1.39,334 |
| 7     | John Hopkins     | Kawasaki | 9    | 1.39,439 |
| 8     | Andrea Dovizioso | Honda    | 13   | 1.39,767 |
| 9     | Shinya Nakano    | Honda    | 11   | 1.39,559 |
| 10    | Chris Vermeulen  | Suzuki   | 12   | 1.39,704 |
| 11    | Casey Stoner     | Ducati   | 7    | 1.39,286 |
| 12    | Marco Melandri   | Ducati   | 18   | 1.41,027 |
| 13    | Anthony West     | Kawasaki | 15   | 1.40,088 |
| 14    | Alex de Angelis  | Honda    | 14   | 1.40,037 |
| 15    | Toni Elías       | Ducati   | 16   | 1.40,286 |
| 16    | Sylvain Guintoli | Ducati   | 17   | 1.40,939 |
| 17    | Colin Edwards    | Yamaha   | 3    | 1.38,954 |
| 18    | Randy de Puniet  | Kawasaki | 6    | 1.39,122 |

### Pole och snabbaste varv
| Pole Position | Tid      | Snabbaste varv | Tid      |
| ------------- | -------- | -------------- | -------- |
| Jorge Lorenzo | 1:38.189 | Dani Pedrosa   | 1:40.116 |

## 250GP
250GP-racet var ett av de mest paradoxala racen under hela decenniet. Loppet vanns av Mika Kallio före Mattia Pasini, men det skulle ha vunnits av endera Álvaro Bautista eller Marco Simoncelli. De bägge dominerade helt racet, men kolliderade på det sista varvet, sedan Bautista gjort en dålig utgång ur kurva tre, och Simoncelli en alldeles för snabb ingång. Kallio var så överraskad att han var nära att åka av i okoncentration ett par kurvor senare, men tog sig i mål som segrare. Pasini var lika överraskande tvåa, efter att ha legat kring tionde plats under stora delar av racet.

### Slutställning
| Placering | Förare         | Märke   |
| --------- | -------------- | ------- |
| 1         | Mika Kallio    | KTM     |
| 2         | Mattia Pasini  | Aprilia |
| 3         | Yuki Takahashi | Honda   |
| 4         | Hiroshi Aoyama | KTM     |
| 5         | Héctor Barberá | Aprilia |
| 6         | Alex Débon     | Aprilia |

## 125GP
Simone Corsi vann före Nicolas Térol och Bradley Smith.

### Slutställning
| Placering | Förare        | Märke   |
| --------- | ------------- | ------- |
| 1         | Simone Corsi  | Aprilia |
| 2         | Nicolas Térol | Aprilia |
| 3         | Bradley Smith | Aprilia |
| 4         | Stefan Bradl  | Aprilia |
| 5         | Pablo Nieto   | KTM     |
| 6         | Steve Bonsey  | Aprilia |